# Consejo de Estado de Colombia

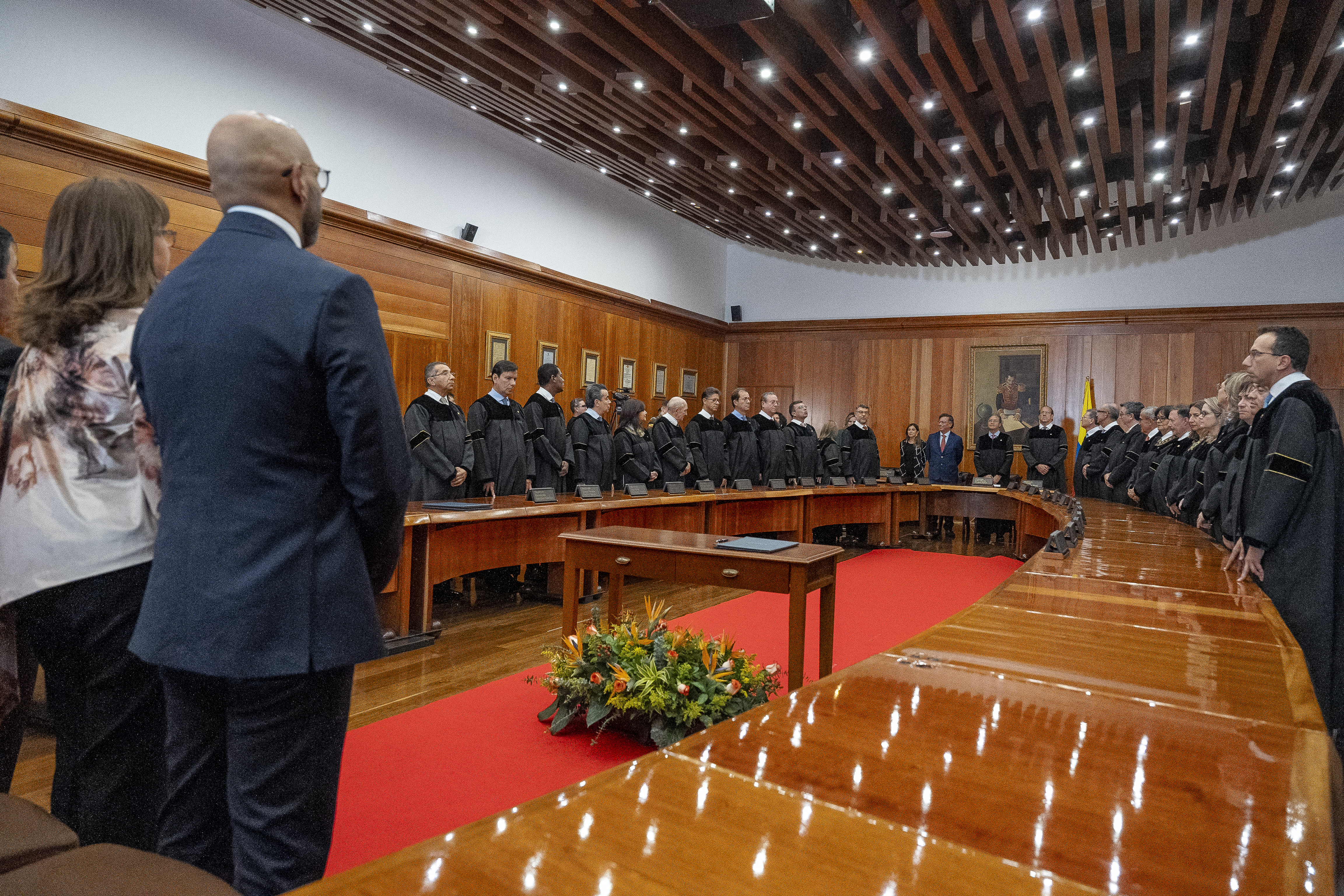
Magistrados del Consejo de Estado tomando posesión.

El Consejo de Estado de Colombia es el tribunal supremo de la jurisdicción de lo contencioso administrativo de Colombia,  y en tal virtud conoce de las acciones de nulidad por inconstitucionalidad contra los decretos dictados por el Gobierno Nacional que no sean de competencia de la Corte Constitucional, de los casos de pérdida de investidura de los congresistas y de la acción de nulidad electoral de acuerdo a la ley, resuelve las controversias y litigios de mayor importancia originados en actos, contratos, hechos, omisiones y operaciones sujetos al derecho administrativo, en los que estén involucradas las entidades públicas o los particulares cuando ejerzan función administrativa. Asimismo fija las pautas jurisprudenciales que las autoridades, magistrados y jueces de la jurisdicción deben atender para resolver casos similares.
También actúa como cuerpo supremo consultivo del Gobierno Nacional de Justicia en asuntos de administración a través de la Sala de Consulta y Servicio Civil, encargada de absolver las consultas formuladas por los ministros y los directores de departamentos administrativos. También resuelve los conflictos de competencias administrativas y está facultada para presentar ante el Congreso de la República  proyectos de ley y de reforma a la Constitución Política.
El Consejo de Estado es el máximo Juez de la administración pública, resuelve los conflictos entre las personas y las entidades estatales o aquellos que surjan entre dichas entidades: Asimismo asesora al Gobierno de Colombia en asuntos de trascendencia cuando este lo requiera. Las decisiones y conceptos del Consejo de Estado garantizan la protección de los derechos de las personas y apoyan la toma de decisiones del Estado colombiano, en procura de lograr y consolidar la paz y la convivencia.

## Funciones
El Consejo de Estado es un cuerpo judicial colegiado, compuesto por 31 Magistrados o Consejeros de Estado. Ejerce sus funciones por medio de 4 salas: la Sala Plena, la Sala de lo Contencioso Administrativo, la Sala de Gobierno y la Sala de Consulta y Servicio Civil. La Sala de lo Contencioso Administrativo se divide en 5 secciones, y a su vez la Sección Segunda se subdivide en 2 subsecciones y la Tercera en 3 subsecciones.
- Desempeñar las funciones del tribunal supremo de lo contencioso administrativo, conforme a las reglas que señale la ley.
- Conocer de las acciones de nulidad por inconstitucionalidad de los decretos dictados por el Gobierno Nacional, cuya competencia no corresponda a la Corte Constitucional.
- Actuar como cuerpo supremo consultivo del Gobierno en asuntos de administración, debiendo ser necesariamente oído en todos aquellos casos que la Constitución y las leyes determinen...
- Preparar y presentar proyectos de actos reformatorios de la Constitución y proyectos de ley.
- Conocer y decidir de los casos sobre pérdida de la investidura de los congresistas.

Es el órgano de cierre de la jurisdicción Contencioso Administrativa. Este alto tribunal dirime los conflictos entre los particulares y la administración, así como los conflictos interadministrativos.

## Historia
El Consejo de Estado fue creado mediante decreto por Simón Bolívar el 30 de octubre de 1817, basado en el Consejo de Estado establecido por Napoleón en 1799. En 1828 mediante decreto orgánico se estableció que estaría compuesto por el presidente del Consejo de Ministros, los Ministros Secretarios de Estado y al menos un consejero por cada uno de los departamentos. En 1843 fue abolido con la aprobación de la Constitución Política de la Nueva Granada.
En la Constitución de 1886 se dio la posibilidad de conformar el Consejo de Estado, sin embargo no se dio. Esta posibilidad fue abolida por Rafael Reyes en 1905, y nuevamente restablecida en 1910. Pero sería hasta 1914 que se podrá hablar de un Consejo de Estado en un sentido real y material.

## Composición
El Consejo de Estado es el Tribunal Supremo de lo Contencioso Administrativo y Cuerpo Supremo Consultivo del Gobierno. Está integrado por 31 Magistrados. Ejerce sus funciones por medio de 3 salas, integradas así:
- Sala Plena, por todos sus miembros;
- Sala de lo Contencioso Administrativo, por veintisiete magistrados;
- Sala de Consulta y Servicio Civil, por los cuatro magistrados restantes.

Igualmente, tiene una Sala de Gobierno, conformada por el presidente y el vicepresidente del Consejo de Estado y por los presidentes de la Sala de Consulta y Servicio Civil y de las secciones de la Sala de lo Contencioso Administrativo.

### Composición de la Sala de lo Contencioso Administrativo
La Sala de lo Contencioso Administrativo, en la que se toman las decisiones judiciales (en oposición a la Sala de Consulta que funciona como órgano consultivo del Gobierno Nacional), está dividida en cinco secciones conocidas como la Sección Primera, Sección Segunda, Sección Tercera, Sección Cuarta y Sección Quinta respectivamente.

#### Sección Primera
Está integrada por 4 Magistrados. Esta sección conoce de:
- Demandas relacionadas con temas ambientales.
- Demandas sobre derechos de autor y asuntos marcarios.
- Recursos de apelación de las sentencias proferidas por los tribunales administrativos sobre la pérdida de la investidura de diputados y concejales.
- Procesos de expropiación administrativa.
- Recursos extraordinarios de revisión contra las sentencias proferidas por los tribunales administrativos, relacionadas con los temas de su conocimiento.
- Recursos extraordinarios de unificación de jurisprudencia relacionados con los temas de su conocimiento.
- Solicitudes de extensión de jurisprudencia relacionadas con los temas de su conocimiento.
- Solicitudes de cambio de radicación de procesos relacionadas con los temas de su conocimiento.
- Violación de derechos colectivos (acciones populares que no correspondan a la Sección Tercera).
- Violación de derechos fundamentales (acciones de tutela).

#### Sección Segunda
Está integrada por 6 Magistrados los cuales se dividen en dos subsecciones. La subsección A y la subsección B. Sus funciones recaen sobre los siguientes temas:
- Actos administrativos emitidos por el Ministerio del Trabajo.
- Conflictos laborales como reconocimiento y pago de primas, cesantías o salarios, así como de las situaciones de despido y reestructuración de entidades públicas (supresión o creación de cargos).
- Reconocimiento y liquidación de pensiones de los maestros, policías, soldados, jueces, congresistas y demás servidores públicos.
- Recursos extraordinarios de revisión contra las sentencias proferidas por los tribunales administrativos, relacionadas con los temas de su conocimiento.
- Recursos extraordinarios de unificación de jurisprudencia relacionados con los temas de su conocimiento.
- Solicitudes de extensión de jurisprudencia relacionadas con los temas de su conocimiento.
- Solicitudes de cambio de radicación de procesos relacionadas con los temas de su conocimiento.
- Violación de derechos fundamentales (acciones de tutela).

#### Sección Tercera
Está conformada por 9 magistrados, los cuales se dividen en tres subsecciones: las subsecciones A, B y C. Esta sección conoce, principalmente, de las controversias de carácter contractual que se dan entre los particulares y el Estado colombiano, así como de demandas instauradas en uso del medio de control de reparación directa, en los que se discute la responsabilidad extracontractual del Estado, equivalente, en síntesis, a la responsabilidad civil conocida en la jurisdicción ordinaria, pero en eventos en que se considera que el daño es jurídicamente imputable a una entidad estatal. Concretamente, conoce de los siguientes temas:
- Demandas que involucran contratos estatales. Por esa razón, puede declarar la existencia o la nulidad de un contrato, ordenar su revisión o declarar su incumplimiento, entre otras cosas.
- Demandas con las que se busca la reparación de los daños ocasionados por la Administración Pública o sus agentes, como lesiones, muerte, afectación o destrucción de la vivienda, desaparición forzada, desplazamiento forzado, entre muchos otros eventos.
- Procesos sobre asuntos agrarios, mineros y petroleros.
- Procesos de expropiación en materia agraria.
- Procesos relacionados con extinción de dominio.
- Procesos de nulidad de los laudos arbitrales proferidos en conflictos originados en contratos estatales.
- Acciones de grupo.
- Violación de derechos colectivos (acciones populares sobre asuntos contractuales y de violación a la moralidad administrativa).
- Recursos extraordinarios de revisión contra las sentencias proferidas por los tribunales administrativos, relacionadas con los temas de su conocimiento.
- Recursos extraordinarios de unificación de jurisprudencia relacionados con los temas de su conocimiento.
- Solicitudes de extensión de jurisprudencia relacionadas con los temas de su conocimiento.
- Violación de derechos fundamentales (acciones de tutela).

#### Sección Cuarta
Está compuesta por 4 magistrados. Conoce de los procesos que contienen las siguientes pretensiones:
- De la legalidad de los actos administrativos, diferentes a los laborales, expedidos por el Conpes, la Superintendencia Financiera, el Banco de la República, el Ministerio de Comercio Exterior y Fogafin.
- De los procesos relacionados con la venta de la participación del Estado en una sociedad o empresa.
- De las demandas relacionadas con el procedimiento administrativo de cobro coactivo.
- De los recursos extraordinarios de revisión contra las sentencias proferidas por los tribunales administrativos, relacionadas con los temas de su conocimiento.
- De los recursos extraordinarios de unificación de jurisprudencia relacionados con los temas de su conocimiento.
- De las solicitudes de extensión de jurisprudencia relacionadas con los temas de su conocimiento
- De las solicitudes de cambio de radicación de procesos relacionadas con los temas de su conocimiento.
- De la violación de derechos fundamentales (acciones de tutela).

#### Sección Quinta
Está compuesta por 4 magistrados y conoce de:
- Demandas de nulidad electoral.
- Demandas contra los actos de elección de voto popular.
- Demandas contra los actos de nombramiento de las entidades y autoridades públicas del orden nacional.
- Procesos relacionados con los actos de llamamiento para proveer vacantes en las corporaciones públicas.
- Recursos extraordinarios de revisión contra las sentencias de carácter electoral proferidas por los tribunales administrativos.
- Recursos extraordinarios de unificación de jurisprudencia relacionados con los temas de su conocimiento.
- Solicitudes de extensión de jurisprudencia relacionadas con los temas de su conocimiento.
- Solicitudes de cambio de radicación de procesos relacionadas con los temas de su conocimiento.
- Violación de derechos fundamentales (acciones de tutela).

## Consejeros

### Sección Primera
| Cargo      | Nombre                         |
| ---------- | ------------------------------ |
| Presidente | Nubia Margoth Peña Garzón      |
| Magistrado | Oswaldo Giraldo López          |
| Magistrado | Roberto Augusto Serrato Váldes |
| Magistrado | Hernando Sanchéz Sanchéz       |

### Sección Segunda
| Cargo      | Nombre                         |
| ---------- | ------------------------------ |
| Presidente | Gabriel Valbuena Hernández     |
| Magistrado | César Palomino Cortés          |
| Magistrado | Jorge Iván Duque Gutiérrez     |
| Magistrado | Carmelo Perdomo Cueter         |
| Magistrado | Sandra Lisset Ibarra Vélez     |
| Magistrado | Rafael Francisco Suárez Vargas |

### Sección Tercera
| Cargo      | Nombre                          |
| ---------- | ------------------------------- |
| Presidente | Guillermo Alfonso Sánchez Luque |
| Magistrado | Marta Nubia Velásquez Rico      |
| Magistrado | Nicolás Yepes Corrales          |
| Magistrado | Efraím Alberto Montaña Plata    |
| Magistrado | José Roberto Sáchica Méndez     |
| Magistrado | Martín Gonzalo Bermúdez Muñoz   |
| Magistrado | María Adriana Marín             |
| Magistrado | Jaime Enrique Rodríguez Navas   |
| Magistrado | Fredy Ibarra Martínez           |

### Sección Cuarta
| Cargo      | Nombre                           |
| ---------- | -------------------------------- |
| Presidente | Julio Roberto Piza Rodríguez     |
| Magistrado | Stella Jeannette Carvajal Basto  |
| Magistrado | Milton Chaves García             |
| Magistrado | Myriam Stella Gutiérrez Argüello |

### Sección Quinta
| Cargo      | Nombre                      |
| ---------- | --------------------------- |
| Presidente | Gloria María Gómez Montoya  |
| Magistrado | Luis Alberto Álvarez Parra  |
| Magistrado | Omar Joaquín Barreto Suárez |
| Magistrado | Pedro Pablo Vanegas Gil     |

## Requisitos para ser magistrado del Consejo de Estado
En la Constitución Política de Colombia, en su artículo 232, se encuentran los requisitos necesarios para integrar como magistrado las Altas Cortes, a saber:
"Para ser Magistrado de la Corte Constitucional, de la Corte suprema de Justicia y del Consejo de Estado se requiere:
1. Ser colombiano de nacimiento y ciudadano en ejercicio.
2. Ser abogado.
3. No haber sido condenado por sentencia judicial a pena privativa de la libertad, excepto por delitos políticos o culposos.
4. Haber desempeñado, durante quince años, cargos en la Rama Judicial o en el Ministerio Público, o haber ejercido, con buen crédito, por el mismo tiempo, la profesión de abogado o la cátedra universitaria en disciplinas jurídicas en establecimientos reconocidos oficialmente. Para el cargo de Magistrado de la Corte Suprema de Justicia y del Consejo de Estado, la cátedra universitaria deberá haber sido ejercida en disciplinas jurídicas relacionadas con el área de la magistratura a ejercer.

Parágrafo.- Para ser Magistrado de estas corporaciones no será requisito pertenecer a la carrera judicial."

## Presidentes del Consejo de Estado
| Presidente                        | Periodo | Presidente                             | Periodo |
| --------------------------------- | ------- | -------------------------------------- | ------- |
| Jaime Betancur Cuartas            | 1980    | Ricardo Hoyos Duque                    | 2003    |
| Osvaldo Abello Noguera            | 1981    | Alejandro Ordóñez Maldonado            | 2004    |
| Bernardo Ortiz Amaya              | 1982    | German Rodríguez Villamizar            | 2005    |
| Humberto Mora Osejo               | 1983    | Ramiro Saavedra Becerra                | 2006    |
| Jaime Paredes Tamayo              | 1984    | Gustavo Aponte Santos                  | 2007    |
| Carlos Betancur Jaramillo         | 1985    | Enrique Gil Botero                     | 2008    |
| Samuel Buitrago Hurtado           | 1986    | Rafael Enrique Ostau De Lafont Pianeta | 2009    |
| Gaspar Caballero Sierra           | 1987    | Luis Fernando Álvarez Jaramillo        | 2010    |
| Carmelo Martínez Conn             | 1988    | Mauricio Fajardo Gómez                 | 2011    |
| Antonio José de Irisarri Restrepo | 1989    | Gustavo Eduardo Gómez Aranguren        | 2012    |
| Reynaldo Arciniegas Baedecker     | 1990    | Alfonso Vargas Rincón                  | 2013    |
| Consuelo Sarria Olcos             | 1991    | María Claudia Rojas Lasso              | 2014    |
| Álvaro Lecompte Luna              | 1992    | Luis Rafael Vergara Quintero           | 2015    |
| Guillermo Chahin Lizcano          | 1993    | Danilo Alfonso Rojas Betancourth       | 2016    |
| Amado Gutiérrez Velásquez         | 1994    | Jorge Octavio Ramírez Ramírez          | 2017    |
| Diego Younes Moreno               | 1995    | Germán Bula Escobar                    | 2018    |
| Daniel Suárez Hernández           | 1996    | Lucy Jeannette Bermúdez Bermúdez       | 2019    |
| Juan de Dios Montes Hernández     | 1997    | Álvaro Námen Vargas                    | 2020    |
| Dolly Pedraza de Arenas           | 1998    | Marta Nubia Velasquez Rico             | 2021    |
| Cesar Hoyos Salazar               | 1999    | Carlos Enrique Moreno Rubio            | 2022    |
| Mario Alario Méndez               | 2000    | Jaime Enrique Rodríguez Navas          | 2023    |
| Manuel Santiago Urueta Ayola      | 2001    | Milton Chaves García                   | 2024    |
| Jesús María Carrillo Ballesteros  | 2002    | Luis Alberto Álvarez Parra             | 2025    |

## Histórico magistrados del Consejo de Estado
| Magistrado                 | Sección | Magistrado                 | Sección | Magistrado                | Sección | Magistrado                  | Sección |
| -------------------------- | ------- | -------------------------- | ------- | ------------------------- | ------- | --------------------------- | ------- |
| Guillermo Vargas Ayala     | Primera | Humberto Mora Osejo        | Segunda | Carlos Betancur Jaramillo | Tercera | Carmen Teresa Ortiz         | Cuarta  |
| Miguel González Rodríguez  | Primera | Joaquín Barreto Ruíz       | Segunda | Myriam Guerrero           | Tercera | Juan Ángel Palacio Hincapié | Cuarta  |
| Simón Rodríguez Rodríguez  | Primera | Dolly Pedraza              | Segunda | José Bonivento Fernández  | Tercera | Héctor J. Romero Díaz       | Cuarta  |
| Manuel S. Urueta Ayola     | Primera | Diego Younes Moreno        | Segunda | Jaime Orlando Santofimio  | Tercera | Consuelo Sarria Olcos       | Cuarta  |
| Gabriel E. Mendoza Martelo | Primera | Álvaro Lecompte Luna       | Segunda | Martín Bermúdez Muñoz     | Tercera | Jaime Abella Zarate         | Cuarta  |
| Rafael E. Ostau de Lafont  | Primera | Bertha Lucia Ramírez       | Segunda | Jaime Rodríguez Navas     | Tercera | Julio E. Correa Restrepo    | Cuarta  |
| Camilo Arciniegas Andrade  | Primera | Alberto Arango Mantilla    | Segunda | María Adriana Marín       | Tercera | William Giraldo Giraldo     | Cuarta  |
| Martha Sofia Sanz Tobón    | Primera | Carmelo Perdomo Cuéter     | Segunda | Ramiro Pazos Guerrero     | Tercera | María Inés Ortiz Barbosa    | Cuarta  |
| Rodrígo Vieira Puerta      | Primera | Rafael Suárez Vargas       | Segunda | Alberto Montaña Plata     | Tercera | Ligia López Díaz            | Cuarta  |
| Roberto Serrato Valdés     | Primera | William Hernández Gómez    | Segunda | Marta Velásquez Rico      | Tercera | Gustavo H. Rodríguez        | Cuarta  |
| Hernando Sánchez Sánchez   | Primera | Gabriel Valbuena Hernández | Segunda | Nicolás Yépes Corrales    | Tercera | Milton Chaves García        | Cuarta  |
| Oswaldo Giraldo López      | Primera | César Palomino Cortés      | Segunda | Guillermo Sánchez Luque   | Tercera | Julio Piza Rodríguez        | Cuarta  |
| Nubia Peña Garzón          | Primera | Sandra Ibarra Vélez        | Segunda | José Roberto Sáchica      | Tercera | Stella Carvajal Basto       | Cuarta  |